# Pro Caelio

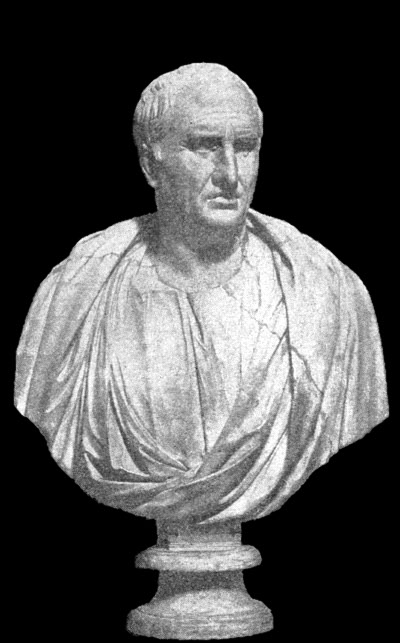
Busto di Cicerone

La Pro Caelio è un'orazione che Marco Tullio Cicerone tenne il 4 aprile 56 a.C. in difesa di Marco Celio Rufo, suo allievo ed amico.

## Le circostanze
L'arringa di Cicerone si apre sottolineando l'eccezionalità del momento in cui si svolge il processo: era il 4 aprile del 56 a.C., giorno in cui si aprivano a Roma i ludi Megalenses, particolarmente fastosi per quell'anno, presieduti da Publio Clodio, che avrebbe colto l'occasione per celebrare la Grande Madre Idea, il cui trasferimento dalla Frigia a Roma era dovuto alla sua gens. Non a caso nell'intera orazione uno dei motivi conduttori sarà proprio quello costituito dalle varie allusioni agli spettacoli teatrali, il cui scopo è «di trasportare il clima festivo nel foro, di trasportare il tribunale in un teatro comico», «di richiamare agli ascoltatori le rappresentazioni dei ludi Megalenses, che essi stavano perdendo proprio per via di quel processo»., e, infine, di dimostrare quanto dovesse sembrare grave il crimine di cui Celio era accusato, se si costringeva i giudici a sentenziare mentre l'intera Roma era in festa. Del resto costui era stato accusato del grave crimine di violenza politica, mentre, per quanto riguarda gi altri capi d'accusa, fatta eccezione per l'assassinio di Dione, non siamo al corrente, sebbene sicuramente collegati con l'«affare egiziano», che aveva avuto numerose ripercussioni sulla politica di Roma.

### L'affare egiziano
Tolomeo Alessandro II, salito sul trono d'Egitto con l'appoggio di Silla, era morto nell'80 a.C  lasciando il suo regno in eredità al popolo romano. Fu solo nel 59 a.C. che a Tolomeo Aulete fu riconosciuto il diritto di prendere il potere con l'impegno di versare 36 milioni di denari ogni anno direttamente al console Giulio Cesare e al suo alleato Pompeo. Mal sopportato dal popolo per l'ingente tassazione imposta, egli fu cacciato dal regno e costretto a cercare aiuto presso i romani per essere reintegrato sul trono. Nel frattempo, però, gli alessandrini avevano inviato a Roma un'ambasceria di 100 cittadini, capeggiata da Dione, per contestare le mosse del re. A quel punto Tolomeo ingaggiò dei sicari per far sì che la delegazione non arrivasse a destinazione: alcuni ambasciatori furono corrotti e altri uccisi e tra questi Dione, che fu trovato morto nella casa del cittadino che l'aveva ospitato. Vennero portati sotto processo e condannati parecchi alessandrini della cerchia di Tolomeo, mentre tra i cittadini romani coinvolti in tali manovre due soli furono trascinati in giudizio. Il primo fu Publio Asicio, l'altro Marco Celio Rufo appunto.

### L'accusa
L’accusa rivolta a Celio è gravissima sulla base, oltre che della lex Lutatia de vi (che contemplava i delitti di vis contra rem publicam e autorizzava la celebrazione dei processi anche nei giorni festivi), anche della lex Plautia (o Plotia) de vi, la stessa che venne attivata contro i condannati complici di Catilina. Si imputava a Celio il delitto di violenza politica (crimen vis), crimine che, se trascurato, avrebbe potuto addirittura compromettere la stabilità dello Stato.
Private erano le motivazioni che spinsero Lucio Sempronio Atratino a presentare l'accusa: era infatti figlio di Lucio Calpurnio Bestia, incriminato de ambitu per ben due volte dallo stesso Celio. Data, però, la sua giovane età -aveva solo 17 anni- era affiancato da Erennio Balbo e un certo Publio Clodio, liberto che aveva ottenuto anche la cittadinanza romana grazie all'intervento del tribuno Publio Clodio Pulcro. Nonostante ciò l'unica orazione che ci è pervenuta delle sei è quella di Cicerone, per cui bisogna partire dalle repliche di costui per una ricostruzione, ipotetica, delle arringhe che lo precedettero. 
Aprì le ostilità Atratino, con un'orazione misurata ma non priva di punte d'acredine, in cui grande attenzione si pose all'analisi dei precedenti dell'imputato (sul modo in cui si insegnava agli accusatori nella Rhetorica_ad_Herennium). Dalle sue parole Celio viene tratteggiato come individuo intimamente portato alla violenza, socialmente pericoloso, quindi idoneo a macchiarsi di tutti quegli atti che erano alla base della sua accusa  de vi.
Per secondo prese la parola Publio Clodio, la cui orazione è difficile da giudicare, poiché ne possiamo ricavare il contenuto unicamente dalla risposta di Cicerone che si limita a liquidarla con un rapido accenno, colmo di sufficiente ironia.
Per ultimo intervenne Lucio Erennio Balbo che più di tutti contribuì a dare un'immagine di Celio come giovane depravato e capace di ogni genere di misfatto. Inoltre fu lui che più accuratamente trattò dell'assassinio e del precedente tentato omicidio del filosofo Dione, quando era ancora ospite di Lucio Lucceio, e che cercò di dimostrare il coinvolgimento di Celio nella faccenda. Fondamentale era, pertanto, la testimonianza di Clodia che accusava Celio dei crimina auri et veneni. Secondo quanto riportato dalla donna, era lei, a quel tempo, in ottimi rapporti con il giovane che perciò si rivolse a lei per ricevere una somma di denaro che, a suo dire, avrebbe usato per l'allestimento dei ludi, ma che, come Clodia seppe più avanti, gli servì per corrompere degli schiavi di Lucceio affinché uccidessero Dione. Il passo successivo deciso dal giovane sarebbe stato quello di eliminare Clodia, che aveva scoperto il complotto, e per questo si accordò con gli schiavi di lei perché la avvelenassero. Questi però misero al corrente di ciò la padrona e il piano fu sventato.  Tale resoconto è riportato dall'arringa di Erennio, grandemente lodata da Cicerone, che sottolineò la grande impressione che questa produsse sui presenti e l'attenzione con cui i giudici la seguirono.

## La difesa e la tattica di Cicerone
La difesa si svolse in vari momenti. Per primo prese la parola riguardo ai principali capi d'accusa lo stesso Celio Rufo che trasformò la difesa in un'aspra invettiva verso la controparte. Come testimoniato da Svetonio, colpì anzitutto Plozio Gallo che aveva preparato l'arringa di Atratino. Per secondo, sui  crimina de vi si espresse Marco Licinio Crasso che attraverso il suo discorso mirava a colpire la politica egiziana di Pompeo e spaccare, tra i giudici, il fronte favorevole a Clodio. 
Alla fine - era proprio della sua tattica parlare per ultimo - intervenne Cicerone.
Nella prima parte della sua orazione Cicerone smonta le argomentazioni dei suoi accusatori smembrandole in imputazioni minori da confutare più facilmente una alla volta. Inizia con un rimando al padre di Celio, appartenente al rango degli equites, con l'intento di suscitare lo sdegno della parte equestre dei giudici contro gli accusatori, mostrando di aver frainteso le intenzioni degli accusatori (questi probabilmente rimproverarono a Celio di aver usurpato le prerogative proprie dei nobili iniziando la sua carriera con un'accusa politica).
Nei § 4 e 5 Cicerone respinge imputazioni che appaiono alquanto convenzionali, mentre dai paragrafi 6-10 replica le accuse de pudicitia (i trascorsi omosessuali del giovane).
Nei § 10-14 poi replica alle accuse quod Catilinae familiaritas obiecta Caelio est (di essere stato in rapporti di amicizia con Catilina).
Nel § 15 poi si tratta della partecipazione di Celio alla congiura di Catilina, errata deduzione, secondo Cicerone, fatta dagli accusatori in conseguenza dei rapporti di amicizia del giovane col famoso personaggio pubblico romano.
Nel § 16 Cicerone difende l'imputato dai crimini de ambitu et de criminibus istis sodalium ac sequestrium (di broglio elettorale, di appartenere a circoli politici e di deposito di fondi in nero) fornendoci un ulteriore esempio della tattica di frammentazione della tesi della controparte da lui adottata.
Nei § 17-18-19 Cicerone tratta come autonome imputazioni il fatto che l'imputato sia pieno di debiti, abbia abbandonato la casa del padre e abbia colpito un senatore durante i comizi.
Dal § 19 al 23 l'oratore presenta infondate, come semplici maledicta, tutte le accuse che erano cadute contro Celio sotto la giurisdizione della quaestio de vi.
La tecnica di smembrare le imputazioni e aggirare i reali capi d'accusa, confondendoli con altre imputazioni di secondaria importanza, è usata da Cicerone anche in altre orazioni ed è anche da lui teorizzata nel "De Oratore".

## Epilogo
Celio fu assolto. Tolomeo fu restaurato sul trono d'Egitto, il padre d'Atratino non riuscì a sottrarsi all'accusa di broglio elettorale e fu condannato, mentre Clodia scomparve dalla scena pubblica di Roma. La parola di Cicerone fu dunque più forte della verità e ottenne il trionfo.